# Al-Maghreb al-Awsaṭ
Al-Maghreb al-Awsaṭ (in arabo المغرب الأوسط‎?), ossia "Maghreb centrale", è la definizione che i geografi arabi dettero all'attuale Algeria, i cui confini sono difficili da definire. Tuttavia esso corrisponde generalmente a una gran parte dell'Algeria settentrionale. Per alcuni autori, si tratta di una regione compresa tra la frontiera algerino-marocchina e il meridiano di Bijāya (Bougie).
Questa parte del Maghreb fu così chiamata dagli storici e geografi musulmani nel periodo del Medioevo occidentale, e ripreso da alcuni storici contemporanei per indicare una parte dell'Algeria. Il Maghreb centrale era considerato dagli storici arabi come il territorio delle comunità rurali berbere e messo spesso in relazione con le rivolte contro il potere centrale arabo.

## Etimologia
I cronisti dell'epoca islamica del Maghreb prima dell'occupazione degli Ottomani, distinguono tre insiemi: il Maghreb al-Adnā (il Vicino Maghreb),  meglio detto Ifriqiya, il Maghreb al-Awsat (Maghreb Centrale, o di mezzo) e il Maghreb al-Aqsā (l'Estremo Maghreb). Ma a tale distinzione geografica di massima non corrispondono Stati precisi e durevoli. Così, dopo i tentativi messi in atto da vari imperi maghrebini, il Maghreb fu diviso fra tre entità politiche di rilievo: Hafsidi, Zayyanidi (o Abdelwadidi) e Merinidi, entità caratterizzate da una certa fluidità e che rivalizzarono tra loro per imporsi su tutto il Maghreb.